# Дячук Уляна
Уля́на Дячу́к (нар. 3 січня 1932, Підгайці, Підгаєцький повіт, Польська Республіка (1918—1939)) — відома діячка української діаспори в Америці, довголітній головний касир Уќраїнського Народного Союзу, від 1 червня 1990 р. — перша жінка в 96-літній історії Українського Народного Союзу, яка стала Головою цієї організації. Член «Пласту» у США. Керувала УНСоюзом до 2002 р. Її наступник на посаді Голови (Предсідника) цієї організації — Стефан Карачай.

## З біографії
Батько Григорій Явний (1900—1990) закінчив медичний факультет університету у Відні, провадив приватну лікарську практику у Підгайцях, був єдиним лікарем-українцем у місті, у 1941—1943 рр. директор Підгаєцького шпиталю; мати Стефанія зі Шклярів. 
Навчалася у 1941—1943 рр. у гімназії в Бережанах; закінчила гімназію в 1949 р. в Зальцбургу, Німеччина, де з батьками перебувала у таборах Ді-Пі. На початку 1950 р. з родиною емігрувала до США, штат Нью-Джерсі. Закінчила студії з хімії та фінансів в університеті Сітон Голл (1951–1956) і одержала ступінь бакалавра. 
У 1950–1970 рр. працювала у фінансовому відділі УНСоюзу.
У 1970–1990 рр. — головний касир УНСоюзу.
У 1990–2002 рр. голова УНСоюзу і голова УАКРади.
У 1990–1993 рр. була заступником президента СКВУ.
Обіймала ряд відповідальних посад і в інших громадських організаціях української діаспори в Америці.
Брала участь у ряді заходів на державному рівні в Україні. Зокрема, входила до складу «Організаційного комітету з підготовки та проведення заходів у зв'язку з 60-ми роковинами голодомору в Україні» (1993 р.).

## Нагороди
Орден України «За заслуги» ІІІ ступеня (1997 р.).